# 투영 검사법

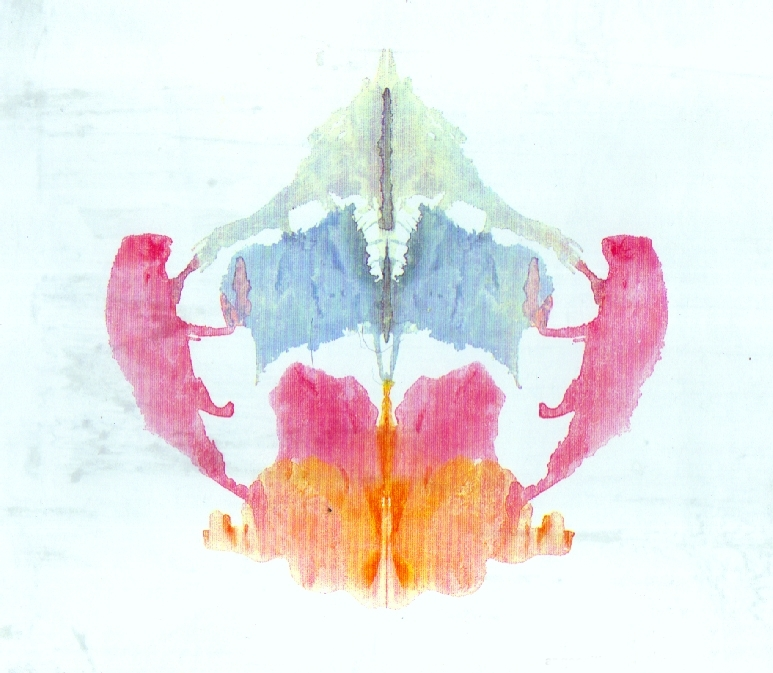

투영 검사법(projective test) 또는 투사적 기법은 질문지법의 결점을 보완하는 검사로서 약한 자극이나 구성요소를 주어, 특별한 경계심을 일으키지 않고, 자유롭게 반응시켜서 개인의 욕구나 동기나 정서 등을 파악하려고 하는 성격진단의 한 방법이다. 투사적 검사라고도 한다. 그 가장 커다란 결점은 결과 해석에 극히 고도의 숙련을 요하는 일이며, 특별한 임상심리학적 훈련을 장기간 받을 필요가 있다. 그러나 이 점만 극복한다면 성격진단의 여러 검사 가운데서는 가장 훌륭한 기법이다. 그 특징으로서는, ① 개인의 의식적·무의식적 방위(防衛)에 의해서 반응이 왜곡되는 일이 적다. ② 개인의 동기나 생활의 과정을 파악하려고 하는 것이다. 질문지법에 있어서는 항상 현재의 시점을 문제로 하는데, 투사법은 개인을 과거와 현재와 미래를 갖는 존재로서 파악하려고 한다. ③ 개인이 갖는 욕구나 갈등·정서 등을 무의식의 수준에까지 소급하여 파악할 수 있다.

## TAT
주제통각검사(TAT,主題統覺檢査)는 머레이(H. A. Murray)와 모건(Morgan)에 의해서 제작된 것으로서, 주로 인물이 등장하는 장면을 그린 30매의 카드와 1장의 백지 도판으로 되어 있다. 남성용·여성용과, 소녀용·소년용으로 각각 카드에 구별이 있으며, 각 카드에 대해서 등장인물의 현재·과거·미래를 포함한 이야기를 만들게 해서 그것을 분석한다. 로르샤흐(Rorschach) 검사와 함께 투사법 가운데 대표적인 기법으로 전세계 임상계에서 사용되고 있는데, 로르샤흐 검사에 비해서 수량화·표준화가 실시되어 있지 않다.

## BGT
벤더-게슈탈트 검사(BGT)는 일반적으로 용이한 투영검사법의 대표적 검사로 사용될 수 있다.

## 투사적 검사
투사적 검사는 객관적 검사(Objective test)와 함께 심리평가의 주요한 심리통계적 자료를 제공하는 심리검사이다.
투사적 검사(Projective test)에는 TAT,BGT, 문장완성검사(SCT), 로르샤흐 검사(Rorschach test), 집-나무-사람 검사(HTP) 등이 있다.

## 같이 보기
- 인지심리학